# Turba

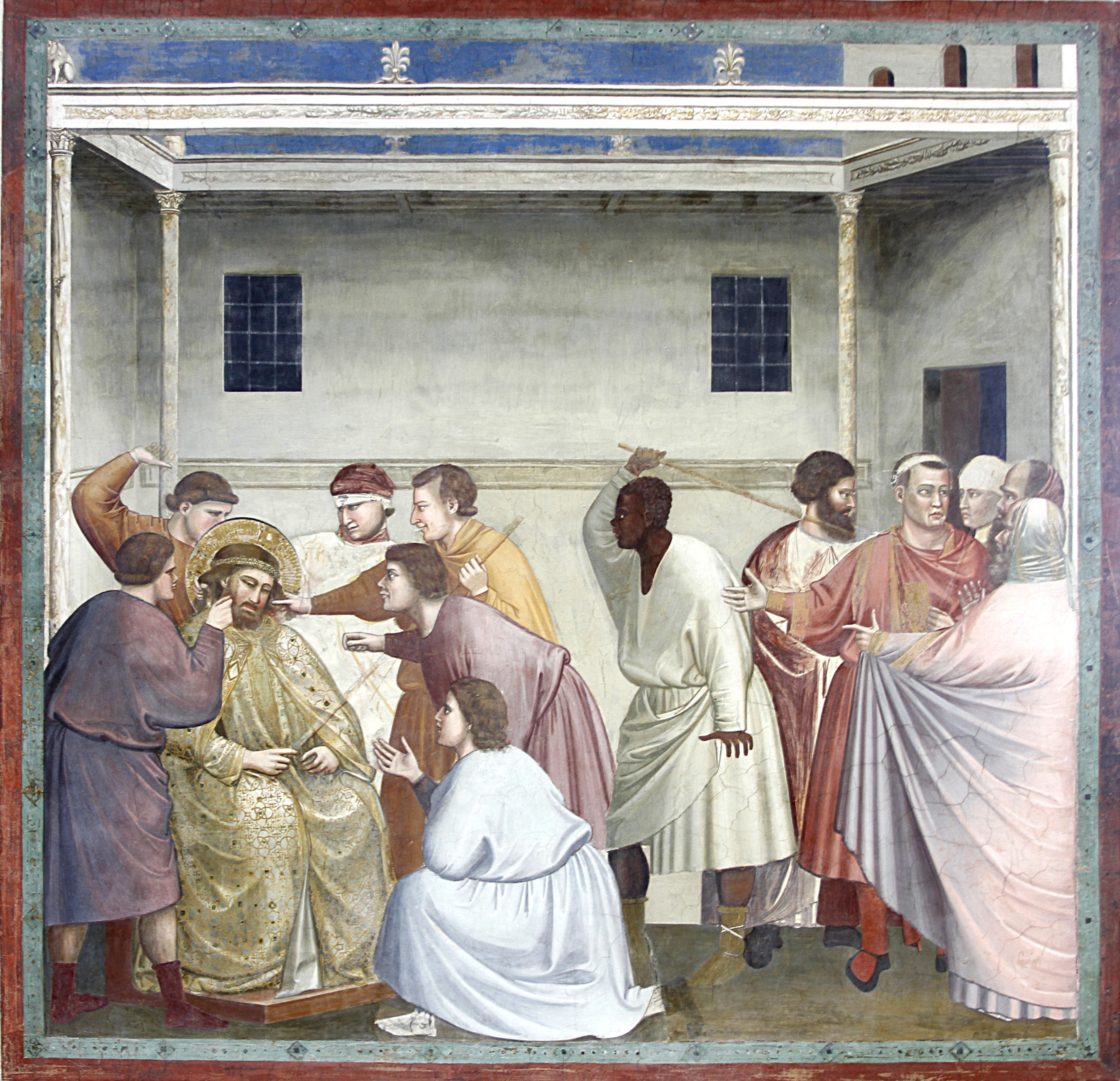
Verurteilung und Verspottung Jesu in einer Passionsdarstellung. Turba-Chöre, in diesem Fall Soldaten und das Volk, nehmen hier eine tragende Rolle ein, denn sie treiben die Stimmung gegen Jesus; Gemälde von Giotto di Bondone, 14. Jahrhundert.

Turba (lat. „Schar“, „Volkshaufen“, aber auch „das Getümmel“, „der Trubel“, „der Lärm“, pl. Turbae) ist die Fachbezeichnung für Chöre, die in Passionen, Oratorien und anderen geistlichen Musikwerken Menschengruppen darstellen, die am Geschehen unmittelbar beteiligt sind, im Gegensatz zu den Chören, die die Handlung reflektieren oder kommentieren. Sie ergänzen darüber hinaus die Soliloquenten, die einzelne Darsteller der jeweiligen Geschichten repräsentieren.
Heinrich Schütz stellt beispielsweise in seiner Matthäuspassion folgende Gruppen zu Turba-Chören zusammen:
- Die Jünger Jesu
- Der ganze Haufe
- Hohepriester
- Hohepriester, Schriftgelehrte und Älteste
- Hohepriester und Pharisäer
- Juden und Kriegsknechte
- Hauptmann samt den Kriegsknechten

Ähnlich sind die Turba-Chöre in der Matthäus-Passion und in der Johannes-Passion von Johann Sebastian Bach in unterschiedlichen Szenen zu finden. Sie stellen die Jünger Jesu, das jüdische Volk oder die Soldaten dar. Teilweise wird in den Passionen durch den Einsatz der erregten Volksmassen eine starke Dramaturgie erreicht, die zur Sanftmut Jesu in einem herben Kontrast steht.